# Macrosiphoniella myohyangsani
Macrosiphoniella myohyangsani är en insektsart. Macrosiphoniella myohyangsani ingår i släktet Macrosiphoniella och familjen långrörsbladlöss. Inga underarter finns listade i Catalogue of Life.